# 山岸一雄
山岸 一雄（やまぎし かずお、1934年（昭和9年）4月28日 - 2015年（平成27年）4月1日）は、ラーメン店「東池袋大勝軒」を創業した日本の料理人・実業家。
東京都豊島区東池袋にあるラーメン店「東池袋大勝軒」の創業者である。日本におけるつけ麺の普及に広く貢献し「つけ麺の元祖」や「つけ麺の生みの親」「ラーメンの神様」と呼ばれ広く親しまれた。「支那そばや」創業者である佐野実が、ラーメンの世界で唯一尊敬する人物と公言するなど、同業者からも一目置かれる存在であった。

## 経歴
長野県中野市生まれ。4歳の時に父の勤務先だった神奈川県横須賀市に転居。7歳の時に父が戦死、母の実家のある長野県に戻り、同県下高井郡山ノ内町に移った。父親が日本海軍の職業軍人であったことが影響し、小さい頃は海軍の軍人になるのが夢であった。しかし、終戦によってその夢もなくなり、早く東京に出て働いて家族に仕送りしたいと思うようになった。1950年（昭和25年）中学卒業後上京し、印刷機の部品を作る工場で旋盤を扱う仕事をしていたが、上京から1年位経った頃に、親の従兄弟であり、仲が良く「兄貴」と慕っていた坂口正安に勧められ、1951年（昭和26年）4月、一緒にラーメン屋（修行店）に勤め始める。その後修行店から坂口が独立する際に行動を共にし、『大勝軒』（中野店）を立ち上げた。この店名は「大きく軒並みに勝る」と言う言葉に由来。後に坂口が別の場所に本店（代々木上原店）を構えたことにより、山岸が中野店の店長を任されることになった。その頃、修行店時代から存在し賄食としていた、「湯呑み茶碗にスープと醤油を入れたものに、残ってしまった麺を浸したもの」を食していたところ、それを見ていた客が「今度俺にも食わせてよ」と関心を示した。これが転機となり、試行錯誤しながら研究を行い、常連客に試食させたところ評判が良かったのでメニューの一品として完成させ、1955年「特製もりそば」として供されたものが、商品化された最初のつけ麺といわれ、その考案者とされている。
1961年（昭和36年）6月6日に『東池袋大勝軒』として独立創業（暖簾分け）。「特製もりそば」（つけ麺）を中心に人気を博す店となったが、仕事での無理を重ねたことにより二十代後半から下肢静脈瘤を発症。40歳頃に痛みが限界に達したために手術等の治療を行ったが、この病気が様々な面で後々まで広く影響を及ぼしている。独立創業する前の年である1960年（昭和35年）に結婚した妻が、1986年（昭和61年）夏に病を発症して同年9月30日に52歳で死に至ったことにより、同年8月より7か月休業したが、客の強い要望を受けて復活。その後、弟子を取ることに方針を転換して約100人の弟子を持ち、暖簾分けもさせた。しかし、2005年には病気が悪化したことで厨房に立てなくなったことに加え、時代の流れと東池袋付近の再開発もあり、2007年3月20日をもって閉店。
そののち2008年1月5日、廃業済みの創業店から約100メートル先の場所に『東池袋大勝軒本店』がオープン。公式サイトではこれをもって東池袋大勝軒「復活」としている。山岸自身の指名で2代目店主として飯野敏彦（滝野川大勝軒、南池袋大勝軒で店主を務めていたが、本店店主就任時にこの2店舗は本店直営店化された）が就いたが、山岸自身もスープの味見と仕上げのために厨房に出向いていた。同店のオープンに際しては開店前から長蛇の列となり、用意した400食は約6時間で完売した。なお、同店オープン準備中であった2007年9月6日に脳出血で病院に搬送され、3週間入院していたことをオープン前日のプレオープンイベントで明かした。
2011年9月に「山岸一雄製麺所」の1号店をエチカ池袋内にオープン。同チェーンはJ-style株式会社が運営し、経営ならびに総合プロデュースは弟子の田代浩二が行っているため山岸一雄名義を使用しているだけであって山岸自身は直接関わっていない。
2015年（平成27年）4月1日、心不全のため東京都内の病院で死去。満80歳没（享年82）。通夜は同月7日に護国寺で営まれ、ラーメン評論家の大崎裕史やタレントの勝俣州和、猫ひろしをはじめ常連客や弟子ら約600人が参列した。告別式は翌日同所で営まれ、喪主は実妹、葬儀委員長は飯野敏彦が務め、競馬評論家の阿部幸太郎や衆議院議員（当時）の小池百合子、映画監督の印南貴史、弟子ら数百人が最後の別れを告げた。

## 人物
趣味は音楽鑑賞、特にジャズが好みで、オーディオ機器に凝っていたこともある。

## 著書
- 『これが俺の味』（あさ出版、2003年）ISBN 4860630300
- 『東池袋大勝軒 心の味』（あさ出版、2012年）ISBN 486063537X

## 映画
- 『ラーメンより大切なもの〜東池袋 大勝軒50年の秘密〜』（2013年、監督：印南貴史、配給：ポニーキャニオン）[13][3]